# Illa de Geòrgia del Sud

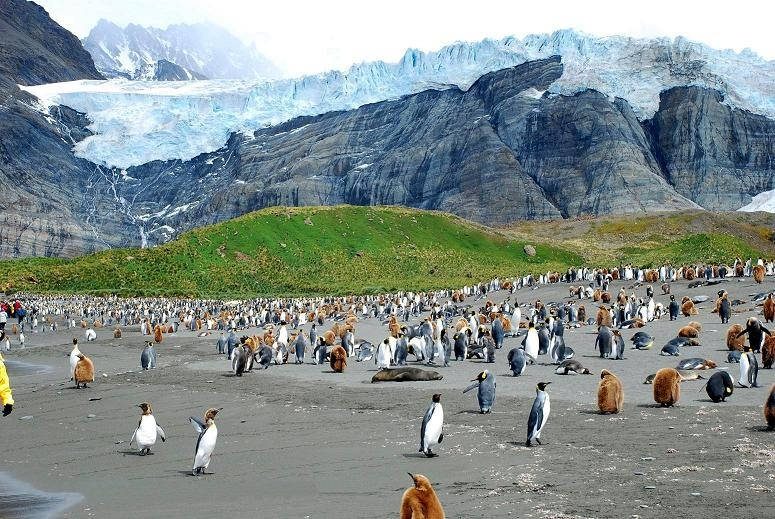
Pingüins a l'illa Geòrgia del Sud.

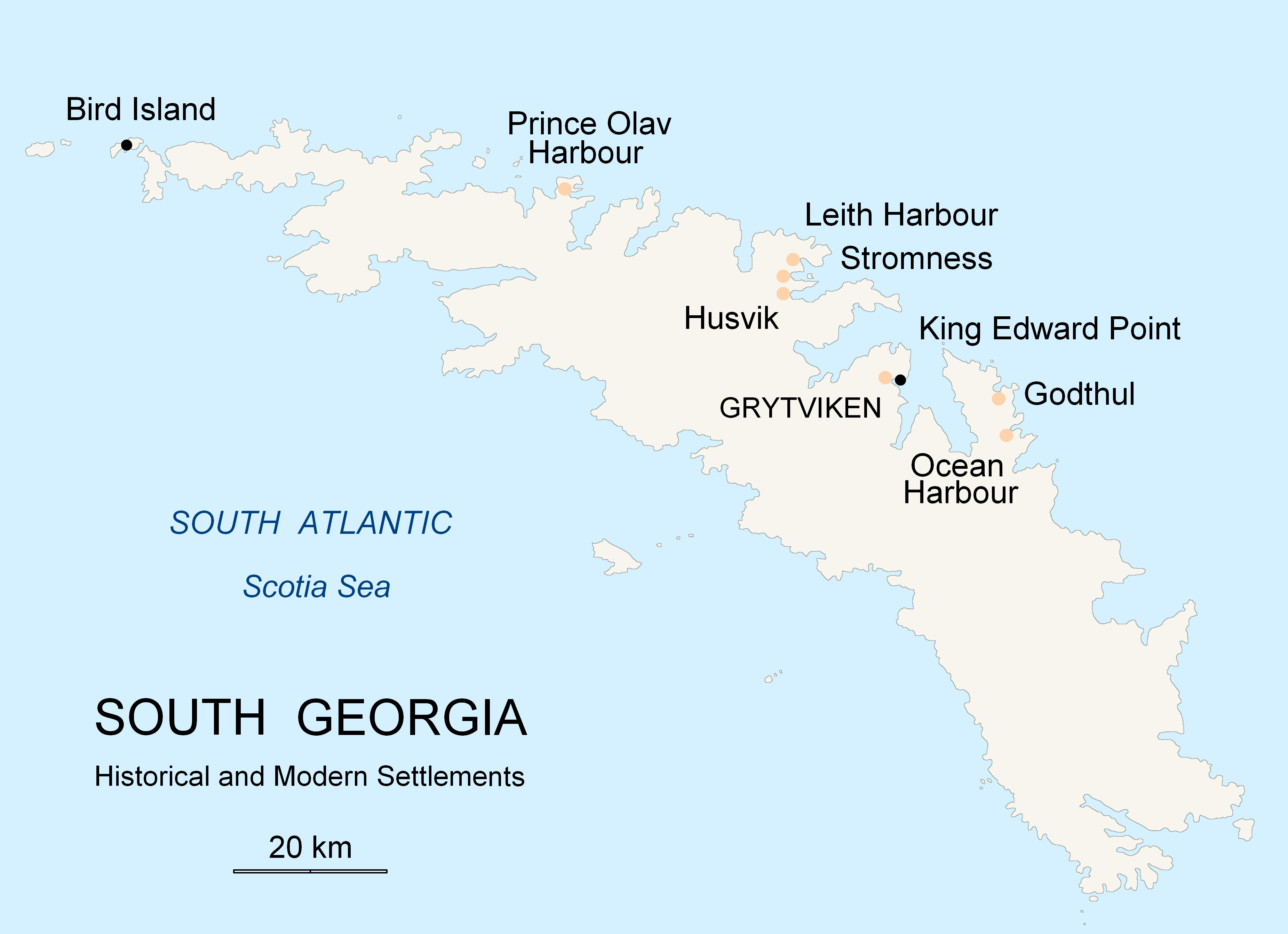
Illa Geòrgia del Sud.

L'Illa Geòrgia del Sud (en anglès: South Georgia Island, o, especialment per l'Argentina, Illa Sant Pere (en castellà: Isla San Pedro), és l'illa principal de l'arxipèlag de les Illes Geòrgies del Sud, de les quals aquesta illa constitueix la major part de la seva superfície emergida. Sembla que el primer que la va albirar va ser el londinenc Anthony de la Roché, l'any 1645, i per això de primer va aparèixer als mapes com Illa Roché, posteriorment va ser albirada per un vaixell comercial espanyol el 29 de juny de 1756. el vaixell es deia León i estava sota el comandament de Gregorio Jerez, que pel fet de ser albirada el dia de Sant Pere l'illa va ser reanomenada Isla San Pedro. No va ser fins a les expedicions de James Cook, qui va ser el primer a desembarcar-hi, quan l'illa es va anomenar Illa Geòrgia ("the Isle of Georgia") en honor del rei d'Anglaterra Jordi III (George III). Aquest nom està en vigor des del 17 de gener de 1775. Els primers arranjaments (arrangements) per governar l'illa de Geòrgia del Sud es van establir l'any 1843 sota la forma legal de British Letters Patent. Els britànics van governar-la com a dependència de les illes Malvines.
Aquesta illa era utilitzada com una base per la flota de caça de balenes. Actualment l'illa és una estació científica antàrtica britànica. No té pobladors natius i el nombre dels seus habitants permanents oscil·la al voltant de 30. Els actuals habitants són els funcionaris del govern britànic (British Government Officer, Deputy Postmaster) científics i equip de suport del servei Antàrtic Britànic (British Antarctic Survey) que mantenen bases científiques a la capital de l'illa King Edward Point prop de Grytviken (com també per a la base de l'Illa Bird) i l'equip del museu local.

## Política

Localització geogràfica.

L'Illa Geòrgia del Sud com la resta del seu arxipèlag i el de les illes Sandwich del Sud i com també Les Malvines, és un territori disputat entre el Regne Unit i l'Argentina. Malgrat això actualment està administrada només per part del Regne Unit com a part d'un seu territori d'ultramar (South Georgia and the South Sandwich Islands).
Durant la Guerra de les Malvines el 19 de març de 1982 un grup d'argentins, fent-se passar per comerciants de ferralla, va ocupar l'estació balenera abandonada a Port Leith a Geòrgia del Sud. El 3 d'abril, les tropes argentines van atacar i van ocupar Grytviken. L'illa va ser recapturada per les forces militars britàniques el 25 d'abril del mateix any dins l'anomenada 
Operation Paraquet.
L'any 1985 Geòrgia del Sud i les illes Sandwich del Sud van deixar de ser administrades com una Dependència de les Illes Malvines (Falkland Islands Dependency) i esdevingueren un territori separat. La base militar de King Edward Point va tornar a l'ús civil l'any 2001 i actualment la fa funcionar el British Antarctic Survey.

## Geografia

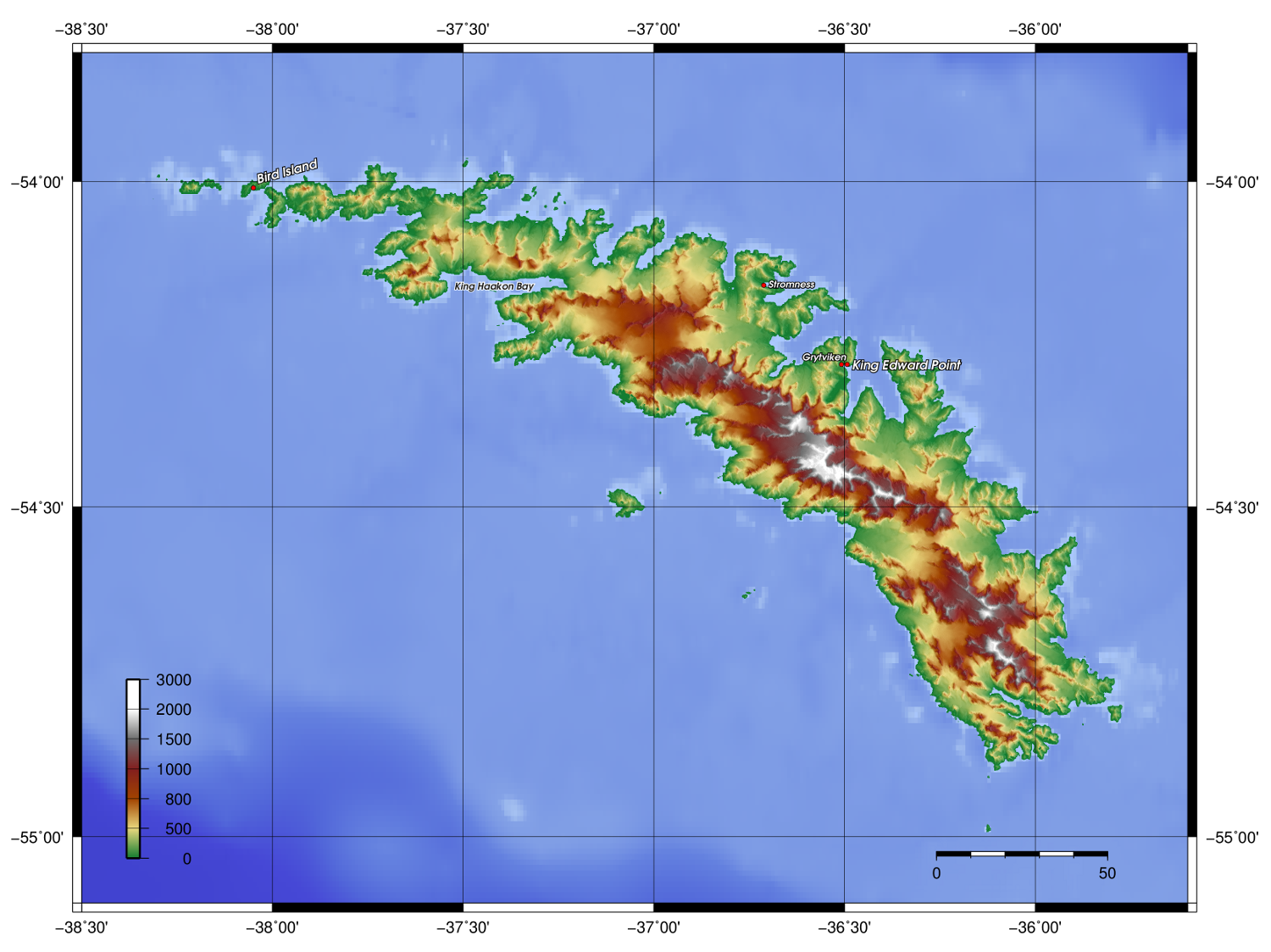
Topografia de l'illa de Geòrgia del Sud

Aquesta illa ocupa una superfície de 3.755 km² i es troba a uns 1390 km a l'est-sud-est de les illes Malvines; l'illa Geòrgia del Sud fa 160 km de llargada i uns 30 km d'amplada. És muntanyosa (el punt més alt és Mont Paget (Mount Paget) de 2.934 m i també és el punt més alt de qualsevol lloc britànic) i en gran part coberta permanentment pel gel. El seu clima és fred oceànic subpolar i molt ventós, amb vents gairebé constants de l'oest. Només al mes de febrer (estiu austral) les temperatures mitjanes màximes arriben als 10 °C, tanmateix,les mínimes absolutes rarament baixen dels -10 °C.

## Fauna i flora
Amb les baixes temperatures que presenta durant tot l'any d'aquest tipus de clima no hi poden créixer arbres i la vegetació és de tundra. La flora és molt pobra, amb només unes 25 espècies de plantes vasculars autòctones (i unes 50 espècies de plantes introduïdes).
Tres espècies d'animals mamífers han estat introduïts pels humans: la rata (Rattus norvegicus), el ratolí comú (Mus musculus) i el ren (Rangifer tarandus). Els rosegadors han esdevingut una amenaça important per als ocells que nidifiquen a l'illa. L'any 2011 va començar una campanya d'erradicació total i absoluta de les rates de tota l'illa. s'ha fet amb esquers enverinats, que no afecten els ocells, llançats des d'helicòpters amb ajuda de localització per GPS · .
Entre els mamífers autòctons es troba l'Elefant marí del sud (Mirounga leonina) amb la presència de més de 400.000 individus a geòrgia del Sud sent el lloc del món on més n'hi ha.
Entre els ocells endèmics hi ha la subespècie Anas georgica georgica, o Anthus antarcticus.
L'arxipèlag de les illes de Geòrgia del Sud hostatja més de 30 milions d'individus d'ocells de 31 espècies, 27 de les quals són d'ocells marins.
El petrell de les neus nia en muntanyes a més de 1.000 m d'altitud. El Petrell gegant del nord i el Petrell gegant (Macronectes giganteus) viuen prop de les colònies de pingüins i s'alimenten dels cadàvers d'aquests animals.

## Ernest Shackleton
L'abril de 1916, l'expedició d'Ernest Shackleton es va quedar atrapada a l'illa Elefant. Shackleton i cinc companys prepararen una petita embarcació per demanar ajuda, i el 10 de maig, després d'un viatge èpic, van arribar a la Badia rei Haakon a la costa sud de l'illa de Geòrgia del Sud. Van cobrir 22 km per terra fins a arribar a l'estació balenera de Stromness. Amb això posteriorment van poder ser rescatats els 22 membres de l'expedició que es van quedar a l'illa Elefant. Shackleton i les cendres del seu company, el comandant segon de l'expedició, Frank Wild estan enterrats a Grytviken.